# Bertrand Roiné
Bertrand Roiné (født 17. Februar 1981) er en fransk/arabisk håndboldspiller, der spiller for Lekhwiya SC og Qatars håndboldlandshold.